# Lord Clyde (Schiff)
HMS Lord Clyde war das Typschiff ihrer Klasse von zwei Panzerschiffen das Anfang der 1860 Jahre für die Royal Navy gebaut wurde.

## Geschichte
Die Lord Clyde, benannt nach dem verstorbenen Generalfeldmarschall Colin Campbell, 1. Baron Clyde, wurde am 3. Juli 1863 bei der Marinewerft Pembroke in Auftrag gegeben. Sie wurde am 29. September 1863 auf Kiel gelegt, am 13. Oktober 1864 vom Stapel gelassen und im Juni 1866 zur Seeerprobung in Dienst gestellt.  Am 15. September wurde sie zum Preis von 285.750 Pfund fertiggestellt.
Unter dem Kommando von Kapitän Roderick Dew wurde das Schiff zunächst der Kanalflotte zugeteilt, wo es drei Monate lang als vorläufiges Flaggschiff diente, bevor es 1868 ins Mittelmeer verlegt wurde. Die Lord Clyde unternahm nur eine Fahrt mit der Mittelmeerflotte, bei der ihr Großmast infolge einer Windböe beschädigt wurde. Ihre Maschinen verloren weiter an Leistung und wurden bei ihrer Ankunft in Neapel vom Flotteningenieur als nicht mehr sicher für den Betrieb eingestuft. Das Schiff wurde zur Reparatur in die Werft von Malta geschickt, wo jedoch nur provisorische Reparaturen durchgeführt werden konnten, die es dem Schiff ermöglichten, die Heimat zu erreichen.
Nach der Ankunft in Plymouth wurde die Lord Clyde ausgemustert und in Devonport wurde ein neuer Motor für das Schiff gebaut. Außerdem wurde die vierblättrige Schiffsschraube durch eine leichtere, zweiblättrige Schraube mit geringerem Widerstand ersetzt und das Schiff neu bewaffnet. 1871 wurde das Schiff unter dem Kommando von Kapitän John Bythesea, wieder in Dienst gestellt und erneut der Mittelmeerflotte zugeteilt. Am 14. März 1872 lief sie auf Grund, als sie versuchte, den ebenfalls havarierten britischen Dampfer Raby Castle vor der Insel Pantelleria zu retten. Die Lord Warden und mehrere Leichter wurden ihr zu Hilfe geschickt. Die Versuche, das Schiff so weit zu entlasten, führten zu keinem Erfolg, sodass die Lord Clyde weiter der rauen See ausgesetzt war, wodurch Teile der Ruderanlage schwer beschädigt wurden  Die Lord Warden konnte das Schiff vier Tage später befreien und zur Reparatur nach Malta schleppen Die Admiralität ordnete an, dass die Lord Clyde nur so weit repariert werden sollte, dass sie nach Hause fahren konnte. Nach der Ankunft wurde das Schiff ausgemustert, und die Maschinen und Kessel wurden ausgebaut, um den Rumpf gründlich zu inspizieren. Die Werftarbeiter stellten fest, dass der gesamte Rumpf von einem Pilz besiedelt war, was man darauf zurückführte, dass für den Bau des Schiffes nicht abgelagertes Holz verwendet wurde. In den folgenden drei Jahren versuchte man den Pilz zu beseitigen und den weiteren Verfall aufzuhalten, doch alle Bemühungen schlugen fehl, und die Lord Clyde wurde 1875 für 3.730 Pfund zum abwracken verkauft.

## Technik
Das Schiff hatte eine Länge zwischen den Loten von 280 m, eine Breite von 18 m und einen Tiefgang von 8,50 m. Die Verdrängung lag bei 7968 t und die Vermessung bei 4067 bm.

### Antrieb
Die Lorde Clyde war mit einer Rücklauf-Pleuel-Dampfmaschine ausgestattet, die eine Welle antrieb und insgesamt 6.064 PS (4.460 kW) entwickelte, mit der sie eine Höchstgeschwindigkeit von 13 Knoten (24 km/h) erreichte. Der Dampf wurde von 9 Heizkesseln geliefert. Das Schiff konnte maximal 610 t Kohle mitführen. Die Besatzung des Schiffes bestand aus 605 Offizieren und Mannschaft. Die Lord Clyde war außerdem als drei Mast Vollschiff getakelt. Mit einer Segelfläche von 2.900 m² erreichte sie eine Geschwindigkeit von 10,5 Knoten (19,4 km/h)

### Bewaffnung
Das Schiff war ursprünglich mit vierundzwanzig 178-mm-Vorderladergeschützen mit gezogenem Lauf (RML) bewaffnet. Vier Geschützpaare waren vorn und achtern auf dem Ober- und Hauptdeck positioniert. Die restlichen sechzehn Geschütze waren auf der Breitseite mittschiffs montiert. Das Geschütz wog 6,6 t und feuerte eine 50,8 kg schwere Granate ab, die eine 196 mm dicke Panzerung durchschlagen konnte. Die ursprüngliche Bewaffnung der Lord Clyde wurde bei der Überholung 1870 durch ein Paar RML 229-mm-Geschütze und vierzehn RML 203-mm-Geschütze ersetzt. sie behielt nur ein Paar ihrer ursprünglichen 178-mm-Geschütze. Von den 178 mm Geschützen blieben nur 2 auf dem Hauptdeck übrig. Die Granate der 229-mm-Kanone wog 115,2 kg, während die Kanone selbst 12 t wog. Sie hatte eine Mündungsgeschwindigkeit von 430 m/s und konnte 287 mm Schmiedeeisenpanzerung durchschlagen. Die 203-mm-Kanone wog 9,1 und verschoss eine 79,4 kg schwere Granate mit einer Mündungsgeschwindigkeit von 430 m/s, mit der sie eine 244 mm dicke Panzerung durchschlagen konnte.

### Panzerung
Die gesamte Seite des Rumpfes der Lord Clyde, mit Ausnahme der Seite des Oberdecks, war durch eine schmiedeeiserne Panzerung geschützt, die sich von 140 mm mittschiffs auf 114 mm an den Enden verjüngte. Sie erstreckte sich vom Oberdeck bis 1,80 m darunter und endete vorn und achtern in 114-mm-Querschotten. Die gesamte Panzerung war mit 762 mm Eichenholz unterlegt.